# Kriengsak Kovitvanit
Francis Xavier Kriengsak Kovitvanit (tailandès ฟรังซิสเซเวียร์ เกรียงศักดิ์ โกวิทวาณิช), nascut el 27 de juny de 1949, és un cardenal de l'Església catòlica i arquebisbe de Bangkok.

## Biografia
Nascut a Bang Rak, ingressà al seminari menor de Sant Josep de Sam Phran. Entre 1970 i 1976 estudià filosofia i teologia a la Pontifícia Universitat Urbaniana de Roma sent ordenat prevere l'11 de juliol de 1976. Començà fent de vicari a l'església de la Nativitat de Maria de Ban Pan, i després a l'església de l'Epifania de Koh Vai (1977-1979). Entre 1979-81 serví com a vicerector al Seminari Menor de Sam Phran, i marxà a estudiar a la Universitat Gregoriana de Roma entre 1982-83 per especialitzar-se en espiritualitat.
Entre 1983 i 1989 va ser rector del Seminari de la Sagrada Família de Nakhon Ratchasima i, fins al 1993, exercí de sots-secretari de la Conferència Episcopal de Tailàndia, així com a rector del Seminari Major Nacional Lux Mundi de Sam Phran des de 1992. Al 200 esdevingué rector de l'església de Nostra Senyora de Lorda de Hua Take, i també des de 2001 va fer de professor especial al seminari major de Sam Phran. Des de 2003 i fins al seu nomenament com a bisbe, va fer de rector de la catedral de l'Assumpció i secretari del concili presbiteral de l'arxidiòcesi de Bangkok.
El 7 de març de 2007 el Papa Benet XVI el nomenà bisbe de Nakhon Sawan, que estava vacant des de 2005, quan el seu predecessor va ser nomenat arquebisbe de Thare i Nonseng. Va ser consagrat bisbe el 2 de juny pel cardenal Michael Michai Kitbunchu, a qui succeí com a arquebisbe de Bangkok el 14 de maig de 2009. L'arquebisbe Kriengsak Kovitvanit va instal·lar-se oficialment el 16 d'agost de 2009.
El 4 de gener de 2015 s'anuncià que el Papa Francesc el nomenà cardenal, rebent la birreta cardenalícia al consistori que se celebrà el 14 de febrer, rebent el títol de cardenal prevere de Santa Maria Addolorata.
A l'abril de 2015 va ser nomenat membre de la Congregació per a l'Evangelització dels Pobles i del Consell Pontifici per a les Comunicacions Socials. Mantindrà aquests càrrecs fins al seu 80è aniversari.